# Phytomyptera ruficornis
Phytomyptera ruficornis är en tvåvingeart som först beskrevs av Greene 1934.  Phytomyptera ruficornis ingår i släktet Phytomyptera och familjen parasitflugor.
Artens utbredningsområde är Florida. Inga underarter finns listade i Catalogue of Life.